# Calaveras County

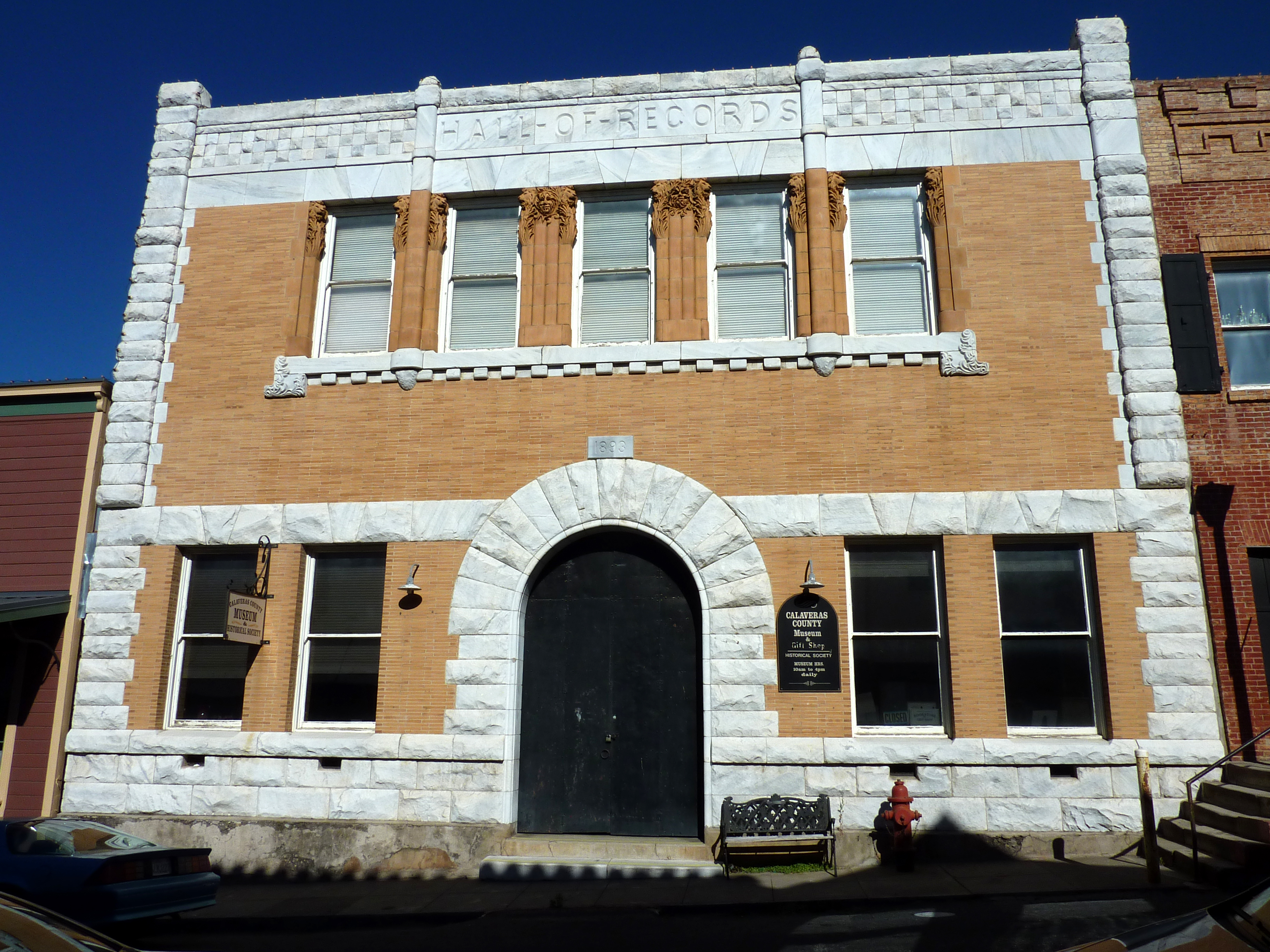
Calaveras County Courthouse

Calaveras County is een van de 58 county's in de Amerikaanse deelstaat Californië. Het ligt in Gold Country, de historische goudstreek van Californië, op de westelijke flanken van de Sierra Nevada. Volgens de volkstelling van 2010 woonden er 45.578 mensen in Calaveras County. De hoofdplaats is San Andreas.
Tot de bezienswaardigheden in de county hoort het Calaveras Big Trees State Park, een reservaat van oude reuzensequoia's. Verder is Calaveras County bekend door het kortverhaal "The Celebrated Jumping Frog of Calaveras County" van Mark Twain.

## Geografie
De county heeft een totale oppervlakte van 2.685 km², waarvan 44 km² of 1,62% oppervlaktewater is.

### Aangrenzende county's
- Stanislaus County - zuidwest
- San Joaquin County - westen
- Amador County - noorden
- Alpine County - noordoost
- Tuolumne County - zuiden, zuidoost

### Steden en dorpen
- Angels Camp
- Arnold
- Avery
- Copperopolis
- Dorrington
- Forest Meadows
- Mokelumne Hill
- Mountain Ranch
- Murphys
- Rail Road Flat
- Rancho Calaveras
- San Andreas
- Vallecito
- Valley Springs
- Wallace
- West Point

## Trivia
- Calaveras County was in de 19e eeuw de plaats van handeling van de eerste en de laatste overval door Charles Bolles, alias Black Bart.